# Helina blaesonerva
Helina blaesonerva este o specie de muște din genul Helina, familia Muscidae, descrisă de Ma și Wang în anul 1992.
Este endemică în Jilin. Conform Catalogue of Life specia Helina blaesonerva nu are subspecii cunoscute.